# Jade (Ariège)
Die Jade ist ein kleiner Fluss in Frankreich, der in der Region Okzitanien verläuft. Sie entspringt im südwestlichen Gemeindegebiet von Justiniac, entwässert  generell Richtung Nordnordost und mündet nach rund 15 Kilometern im Gemeindegebiet von Cintegabelle als linker Nebenfluss in die Ariège. Auf ihrem Weg berührt die Jade die Départements Ariège und Haute-Garonne. In ihrem Mündungsabschnitt quert die Jade die Bahnstrecke Portet-Saint-Simon–Puigcerdà.

## Orte am Fluss
(Reihenfolge in Fließrichtung)
- La Grangette, Gemeinde Justiniac
- Les Planals, Gemeinde Durfort
- Marliac
- Monrepos, Gemeinde Gaillac-Toulza
- Fantier, Gemeinde Canté
- Labatut
- Lissac
- Gentillac, Gemeinde Saint-Quirc
- Tercy, Gemeinde Cintegabelle